# اخلاق تحقیقات اینترنتی
اخلاق تحقیقات اینترنتی شامل  اخلاق پژوهشی علوم اجتماعی ، علوم انسانی و تحقیقات علمی می باشد که به وسیله اینترنت انجام می شود.
من محمد غلام اصغر سلیمان 
به عنوان مثال  ویکی‌پدیای انگلیسی و اخلاق پژوهشی مورد توجه ویژه است.   این موضع گیری ها ایرادات متفاوتی دارد که همه آن ها مربوط به تحقیقات ویکی‌پدیای انگلیسی هستند.   به طور ویژه ، اطمینان از ناشناس بودن شرکت کنندگان برای محققان سخت است.  یک مطالعه بر روی 112 مقاله تحقیقاتی منتشر شده در زمینه فناوری تحصیلی توانست هویت شرکت کنندگان در 10 مقاله را بشناسد. بیشتر این مطالعات بر روی این داده ها را تحت شرایط ناشناس بودن، جمع آوری کرده بودند. 
ارزیابی و بررسی اخلاق در تحقیقات مبتنی بر اینترنت، همراه با تعدادی از پیشنهادها، به وسیله کمیته کاری هیئت مشاوره ای  آژانس اخلاقی تحقیق بایگانی‌شده  در ۶ مارس ۲۰۱۶ توسط Wayback Machine (PRE) در کانادا آماده شده است.  PRE مجموعه ای از متخصصان خارجی می باشد که در نوامبر 2001 به وسیله سه آژانس تحقیقاتی کانادا تأسیس شده است.موسسات تحقیقات بهداشت کانادا ( CIHR ) ، شورای تحقیقات علوم و مهندسی کانادا ( NSERC ) و شورای تحقیقات علوم انسانی و علوم انسانی (SSHRC) - برای حمایت از توسعه و تکامل سیاست اخلاقی تحقیق مشترک خود ، بیانیه سیاست سه شورایی: رفتار اخلاقی برای تحقیق درمورد انسان ها بایگانی‌شده  در ۶ ژوئیه ۲۰۱۱ توسط Archive-It  (TCPS).

## بیشتر خواندن
- Markham، A. & Buchanan، E. (2012). تصمیم گیری اخلاقی و تحقیقات اینترنتی: توصیه های کمیته اخلاق AOIR (نسخه 2.0).
- Kitchin، Heather A. (2007) اخلاق در پژوهش و اینترنت: مذاکره درباره بیانیه سیاست سه شورای کانادا. انتشارات فرن وود
- زیمر ، مایکل (2010). بازنگری در روند موضوعات انسانی . Michael Zimmer.org [وبلاگ] ، 14 ژوئن 2010.
- Thelwall ، Michael (2010). تحقیق درمورد وب عمومی بایگانی‌شده  در ۹ ژانویه ۲۰۱۹ توسط Wayback Machine . اخلاق تحقیقات الکترونیکی ، 12 ژوئیه 2010. گزیده: "یک استدلال ساده اما محکم برای تحقیق در مورد اطلاعات منتشر شده در وب عمومی بدون رضایت این است که شی مورد تحقیق انتشار است و نه شخص."
- Battles، Heather T. (2010). بررسی مسائل اخلاقی و روش شناختی در تحقیقات مبتنی بر اینترنت با نوجوانان. مجله بین‌المللی روشهای کیفی 2010؛ 9 (1): 27-39 PDF ، 120 KB . بخشی از چکیده مقاله: "... نویسنده درباره نگرانی های روش شناختی و اخلاقی پیرامون تحقیقات کیفی مبتنی بر اینترنت با جوانان بحث می کند."
- فرگوسن ، ربکا (2010). اخلاق تحقیقات اینترنتی . ارائه اسلایدها (12 اسلاید). "کدام اخلاق در تحقیقات اینترنتی اعمال می شود؟ اگر اینترنت به عنوان فضا تصور شود ، اخلاق پژوهشی علوم اجتماعی اعمال می شود. با این حال ، اگر از آن به عنوان متن / هنر مفهوم سازی شده باشد ، اخلاق علوم انسانی از اهمیت بیشتری برخوردار است. "
- بری ، دیوید ام. (2004). تحقیقات اینترنتی: حریم خصوصی ، اخلاق و بیگانگی - رویکردی با منبع باز. مجله تحقیقات اینترنتی ، 14 (4) PDF ، 105 KB . تأکید بر اخلاق تحقیقات اینترنتی در چارچوب وسیع تر " اخلاق منبع باز ".
- گونتر آیزنباخ و جیمز تیل . مباحث اخلاقی در تحقیقات کیفی در مورد جوامع اینترنتی . BMJ 2001 (10 نوامبر) ؛ 323 (7321): 1103-1105. تأکید بر دیدگاهی از علوم زیست پزشکی و بهداشت.
- Markham، A. (2006). روش به عنوان اخلاق ، اخلاق به عنوان روش . مجله اخلاق اطلاعات ، 15 (2) ، 37-55.
- چارلز اس و کمیته اخلاق انجمن پژوهشگران اینترنت . دسترسی به سند کمیته کاری اخلاق درباره اخلاق تحقیقات اینترنتی را که توسط اعضای رأی دهنده AoIR در تاریخ 27 نوامبر 2002 تأیید شده است توصیه های کمیته کاری اخلاق aoir1 ، 330 KB فراهم می کند.
- اخلاق تحقیقات اینترنتی: مقدمه . مقدمه ای توسط چارلز اس ، در مقالاتی که از یک صفحه ارائه شده برای کنفرانس برگزار شده در دانشگاه لنکستر در تاریخ 14 دسامبر - 16 دسامبر 2001 ، بنا به تلاش کمیته اخلاق انجمن انجمن محققان اینترنتی (AoIR) به دست آمد. . تأکید بر دیدگاه محققان و محققان علوم اجتماعی و انسانی.
- جنبه های اخلاقی و حقوقی تحقیقات موضوعات انسانی در فضای مجازی بایگانی‌شده  در ۶ نوامبر ۲۰۱۳ توسط Wayback Machine . دسترسی به گزارش کارگاهی را که در واشنگتن دی سی در تاریخ 10 ژوئن - 11 ژوئن 1999 PDF ، 65 کیلوبایت برگزار شده است فراهم می کند. شامل منابع مفیدی به ادبیات قبلی است.
- Johns، MD، Chen، S.، & Hall، GJ (ویراستاران). (2004) تحقیقات اجتماعی آنلاین: روش ها ، مسائل و اخلاق تشکیلات دیجیتال (ص. 273) نیویورک: پ. لانگ
- الیزابت بوکانان (ویراستار) (2004). قرائت در اخلاق تحقیق مجازی: موضوعات و جنجال ها . هرشی: گروه ایده.
- چارلز اس ، (2009) اخلاق رسانه های دیجیتال . لندن: سیاست
- الیزابت بوکان (2010) "اخلاق پژوهش در اینترنت: گذشته ، حال و آینده" در رابرت برنت ، میا کنسلوو و چارلز اس (ویراستاران). ) ، کتاب راهنمای مطالعات اینترنتی . ویلی-بلک ول
- Boehlefeld، S. (1996) انجام کار درست: تحقیقات سایبری اخلاقی. جامعه اطلاعاتی ، 12 (2) (2).